# 土家里織
土家 里織（つちや さおり、1969年1月22日 - ）は、日本の俳優。本名同じ。
東京都練馬区出身。成蹊高等学校卒業。小野事務所に所属。既婚。1児の母。

## 来歴・人物
両親が江原真二郎・中原ひとみ夫妻、実兄に土家歩という芸能人一家の下で育ち、幼少期から家族全員で出演したライオン歯磨（現・ライオン）のCMに登場。11年間家族と共に出演した。
本格的に女優を始めるようになったのは、1987年（18歳）放送のフジテレビ系ドラマ『とっておき家族』からである。
1988年（19歳）には資生堂のキャンペーンガールとなり、その後もテレビドラマ・CMなどで活躍したのち、結婚。1人目の夫はアメリカ人だったが、仕事の関係でアメリカ帰国中に交通事故で死亡。その後、土屋は再婚して芸能界を一時引退。
2010年（41歳）、2人目の夫との間に第1子となる女児を出産。
ネイリスト上級1級の資格を取り、ネイリストとして働いている。
特技は、英会話、日舞、乗馬。
2020年3月頃より小野事務所に所属。

## 出演

### テレビドラマ
- 月曜ドラマランド / とっておき家族（1987年、フジテレビ） - 主演・つばめ役
- 朝の連続テレビ小説 / チョッちゃん（1987年、NHK）- 山口フサ
- すてきな三角関係 壁際族に花束を（1987年、TBS）- 林明子 役
- プロゴルファー祈子（1987年 - 1988年、フジテレビ） - 司鏡子 役
- ドラマ人間模様 / 花へんろ・風の昭和日記 第三章（1988年、NHK）
- オトコだろッ!（1988年、フジテレビ）
- 短編ドラマシリーズ / 再会（1988年、NHK）
- ハロー!グッバイ 第6話「刑事に明日はない」（1989年、日本テレビ）
- おしえてあげたい!（1989年、TBS） - 河島詩織 役
- さすらい刑事旅情編 第1シリーズ 第20話「痴漢にされた男」（1989年、テレビ朝日）
- 凪の光景（1990年、テレビ朝日）
- 東京ストーリーズ 第19回『愛しの宅配ピザ』（1990年、フジテレビ） - 主演
- 新春ドラマスペシャル『和宮様御留』（1991年、テレビ朝日）
- ドラマ30 / いのちの現場から（1992年、毎日放送）
- 月曜ドラマスペシャル / 城ヶ島殺人旅情（1992年、TBS）
- 月曜・女のサスペンス / 血塗られた閨閥殺人事件（1993年、テレビ東京）
- NHK大河ドラマ / 琉球の風（1993年、NHK） - 清水美矢 役
- 喧嘩屋右近 第3シリーズ 第10話「盗むは極楽、戻すは地獄」（1994年、テレビ東京）
- ウルトラセブン 地球星人の大地（1994年、日本テレビ） - サトミ・シオリ 役
- おじさん改造講座（1998年、NHK） - 曽根ゆかり役

### 映画
- 不可思議物語 FANTASTIC COLLECTION（1988年、パル企画）
- 丹波哲郎の大霊界2 死んだらおどろいた!!（1990年、丹波企画・松竹富士） - 岡本真由美 役
- シーズン・オフ （1992年、ジャパンホームビデオ） - 主演・時田彩子 役

### オリジナルビデオ
- 首都高速トライアル5 FINAL BATTLE（1992年、にっかつ）- 主人公の彼女 役

### アニメ
- 青いブリンク（1989年 - 1990年、NHK） - ブリンク 役[4]

### 舞台
- 若親分[2]
- 家族熱[2]

### CM
- カルピス（1972年）
- ライオン歯磨 ホワイト&ホワイト （1972年 - 1983年） - 一家全員で出演
- ヤマザキナビスコ スィートポテトパイ（1988年）
- 近鉄 （1988年）
- メガネの愛眼 - 両親と共演
- 明治乳業 レディーボーデン
- 資生堂 フェアウィンド（1988年）
- サンヨー食品 サッポロ一番みそラーメン（1988年）

### イメージビデオ
- 熱帯夜（1997年、アポロンクリエイト）

## ディスコグラフィ

### シングル

#### 平尾昌晃・土家里織 名義
| #              | 発売日          | A/B面          | タイトル             | 作詞            | 作曲           | 編曲           | 規格品番       |
| キングレコード | キングレコード  | キングレコード | キングレコード       | キングレコード  | キングレコード | キングレコード | キングレコード |
| -------------- | --------------- | -------------- | -------------------- | --------------- | -------------- | -------------- | -------------- |
| 1              | 1987年 10月21日 | A面            | 霧のレイクサイド     | 橋本淳          | 平尾昌晃       | 竜崎孝路       | K07S-10225     |
| 1              | 1987年 10月21日 | B面            | レイクサイドヒロイン | 補作詞:茜まさお | 平尾昌晃       | 竜崎孝路       | K07S-10225     |

※平尾昌晃とデュエット。

#### 土家里織 名義
| #              | 発売日         | A/B面          | タイトル       | 作詞           | 作曲           | 編曲           | 規格品番       |
| ハミングバード | ハミングバード | ハミングバード | ハミングバード | ハミングバード | ハミングバード | ハミングバード | ハミングバード |
| -------------- | -------------- | -------------- | -------------- | -------------- | -------------- | -------------- | -------------- |
| 1              | 1988年 6月21日 | A面            | BOY            | 田口俊         | 杉真理         | 大谷和夫       | 7HB-39         |
| 1              | 1988年 6月21日 | B面            | 何とかして     | 田口俊         | 杉真理         | 大谷和夫       | 7HB-39         |